# عمر ألكسندر كارديناس
عمر ألكسندر كارديناس، بالإنجليزية Omar Alexander Cardenas- أمريكي هارب، مواليد 23 مارس 1995م، وهو عضو مشتبه به في عصابة "بيرس ستريت" في لوس أنجلوس، تمت إضافته إلى قائمة العشرة الأكثر طلبًا من قبل مكتب التحقيقات الفيدرالي، وذلك في 20 يوليو 2022م. كارديناس مطلوب بتهمة قتل جابالي دوماس البالغ من العمر 46 عامًا، والهروب غير القانوني، بهدف تجنب الملاحقة القضائية، وتشتبه السلطات في أنه فر إلى المكسيك من أجل تجنب الاعتقال. ألكسندركارديناس هو الهارب رقم 528 الذي تم وضعه على قائمة العشرة الأكثر طلبًا لمكتب التحقيقات الفيدرالي. وقد أخذ مكان يوجين بالمر، الذي تمت إزالة اسمه من القائمة دون أن يتم القبض عليه. يعرض مكتب التحقيقات الفيدرالي مكافأة تصل إلى 250 ألف دولار مقابل معلومات تؤدي إلى القبض علي كارديناس.
يعرف كارديناس أيضًا باسم "دولار"، ويشتبه أن يكون مرتبطًا أيضًا بعصابة "باكويما فان نويس بويز" أو عصابة "أي شخص يقتل". وُصف كارديناس، بأنه خطير ومسلح. يرتدي نظارة وله شعر وعينان بنيتان غامقتان. غالبًا ما يطلق لحيته. يتراوح وزنه بين 240 و300 رطل ويبلغ طوله بين 5 أقدام و6 بوصات و5 أقدام و7 بوصات

## قتل
في 15 أغسطس 2019م، يشتبه في أن عمر كارديناس أطلق النار على جابالي دوماس، وهو رجل يبلغ من العمر 46 عامًا، مما أدى إلى مقتله خارج صالون للحلاقة يدعى صالون حلاقة هير أيكون في حي سيلمار في لوس أنجلوس بكاليفورنيا. وقد صرح رئيس شرطة لوس أنجلوس ميشيل مور، أن كارديناس أطلق تسع رصاصات على دوماس من مسافة حوالي 30 قدمًا، مما أدى إلى إصابته في الرأس. توفي الضحية في مكان الحادث، وشوهد كارديناس وهو يفر بسيارته. ولم يتضح بعد ما إذا كان المشتبه به والضحية يعرفان بعضهما البعض. وقد تم توجيه تهمة القتل إلى كارديناس في أبريل 2020.

## هارب
وجهت إلى كارديناس تهمة الهروب غير القانوني من أجل تجنب الملاحقة القضائية، وذلك في سبتمبر 2021. صرح مكتب التحقيقات الفيدرالي أن كارديناس ربما فر إلى المكسيك، أو ربما يكون أيضًا في جنوب كاليفورنيا حيث لديه عائلة وأصدقاء. وقد ذكر مكتب التحقيقات الفيدرالي أيضًا أنه قد يكون يعمل متخفياً كعامل بناء.